# Charles Anthony
Charles Anthony (New Orleans, Louisiana, 1929. július 15. – Tampa, Florida, 2012. február 15.) amerikai olasz (szicíliai) operaénekes és énekes. Calogero Antonio Caruso néven született. A New Orleans-i Loyola Egyetemen tanult. Számos televíziós műsorban is fellépett.